# Плестен-ле-Грев
Плесте́н-ле-Грев (фр. Plestin-les-Grèves, брет. Plistin) — коммуна во Франции, находится в регионе Бретань. Департамент — Кот-д’Армор. Главный город кантона Плестен-ле-Грев. Округ коммуны — Ланьон.
Население (2019) — 3 620 человек.

## География
Коммуна расположена приблизительно в 440 км к западу от Парижа, в 160 км северо-западнее Ренна, в 70 км к западу от Сен-Бриё, в 11 км от национальной автомагистрали N12, на южном берегу пролива Ла-Манш.

## Достопримечательности
- Церковь Сент-Эффлан (XV век). Исторический памятник с 1908 года[2]
- Часовня Сен-Жакю (XV век). Исторический памятник с 1998 года[3]
- Часовня Сент-Барб. Исторический памятник с 1934 года[4]
- Замок Лемаэ (XVI век). Исторический памятник с 1927 года[5]
- Усадьба Кервизью (XVI век). Исторический памятник с 1927 года[6]
- Усадьба Лелаш (XVII век). Исторический памятник с 1927 года[7]
- Фонтан Сент-Эффлан (XVIII век). Исторический памятник с 1926 года[8]

## Экономика
Структура занятости населения:
- сельское хозяйство — 5,5 %
- промышленность — 6,2 %
- строительство — 11,2 %
- торговля, транспорт и сфера услуг — 43,2 %
- государственные и муниципальные службы — 34,0 %

Уровень безработицы (2018) — 13,5 % (Франция в целом —  13,4 %, департамент Кот-д’Армор — 11,5 %). 

Среднегодовой доход на 1 человека, евро (2018) — 22 060 (Франция в целом — 21 730, департамент Кот-д’Армор — 21 230).
В 2007 году среди 1861 человека в трудоспособном возрасте (15—64 лет) 1243 были экономически активными, 618 — неактивными (показатель активности — 66,8 %, в 1999 году было 63,1 %). Из 1243 активных работали 1094 человека (558 мужчин и 536 женщин), безработных было 149 (69 мужчин и 80 женщин). Среди 618 неактивных 143 человека были учениками или студентами, 319 — пенсионерами, 156 были неактивными по другим причинам.

## Демография
Динамика численности населения, чел.

## Администрация
Пост мэра Плестен-ле-Грев с 2016 года занимает социалист Кристиан Жеффруа (Christian Jeffroy. На муниципальных выборах 2020 года возглавляемый им левый список победил в 1-м туре, получив 72,99 % голосов.
| Период | Период | Фамилия          | Партия                  | Примечания |
| ------ | ------ | ---------------- | ----------------------- | --- |
| 1971   | 1977   | Марсель Амон     | Коммунистическая партия | преподаватель философии, член Генерального совета департамента, член Регионального совета Бретани, депутат Национального собрания Франции |
| 1977   | 1983   | Раймон Легран    | Разные правые           | инженер |
| 1983   | 1995   | Роже Рьюаль      | Коммунистическая партия | военный в отставке, член Генерального совета департамента                                                                                 |
| 1995   | 2016   | Андре Люка       | Социалистическая партия | фермер, член Генерального совета департамента                                                                                             |
| 2016   |        | Кристиан Жеффруа | Социалистическая партия | работник аппарата Совета департамента |

## Галерея

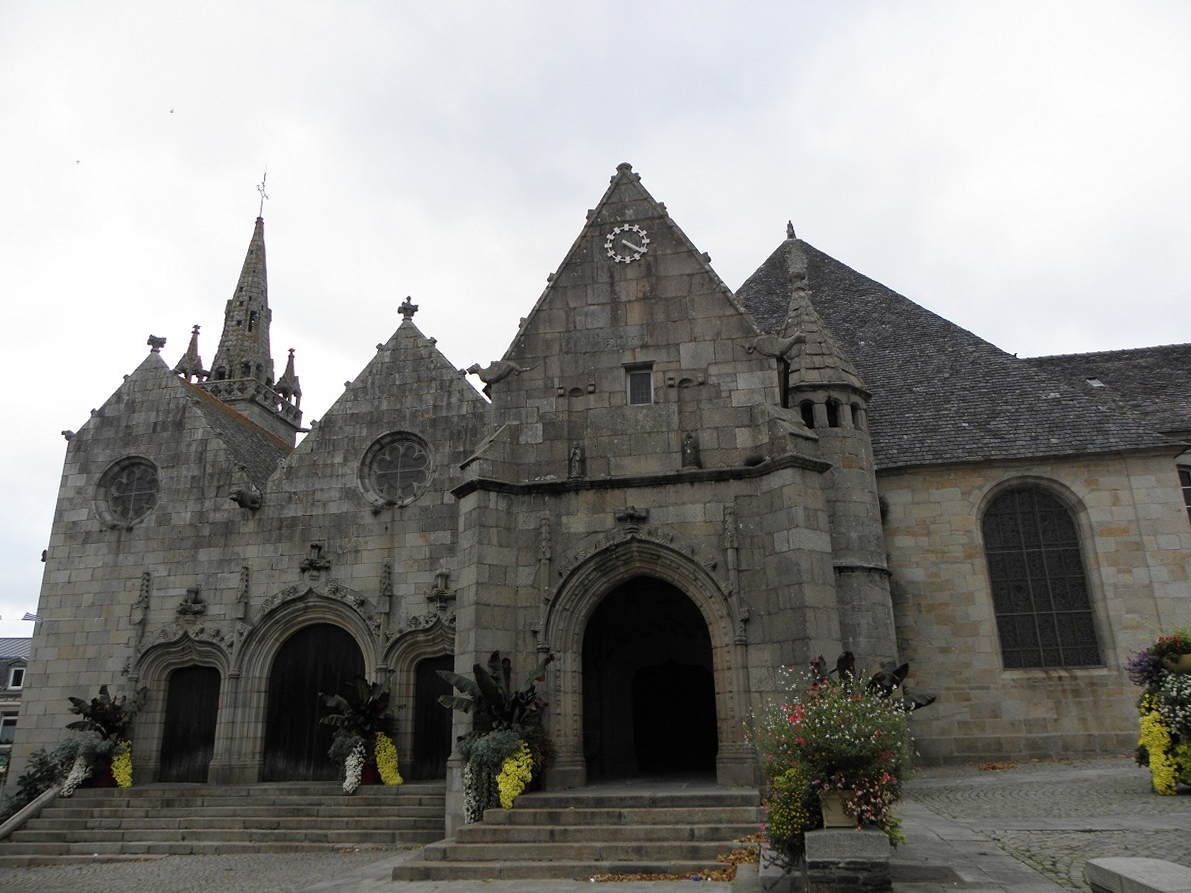
Церковь Сент-Эффлан
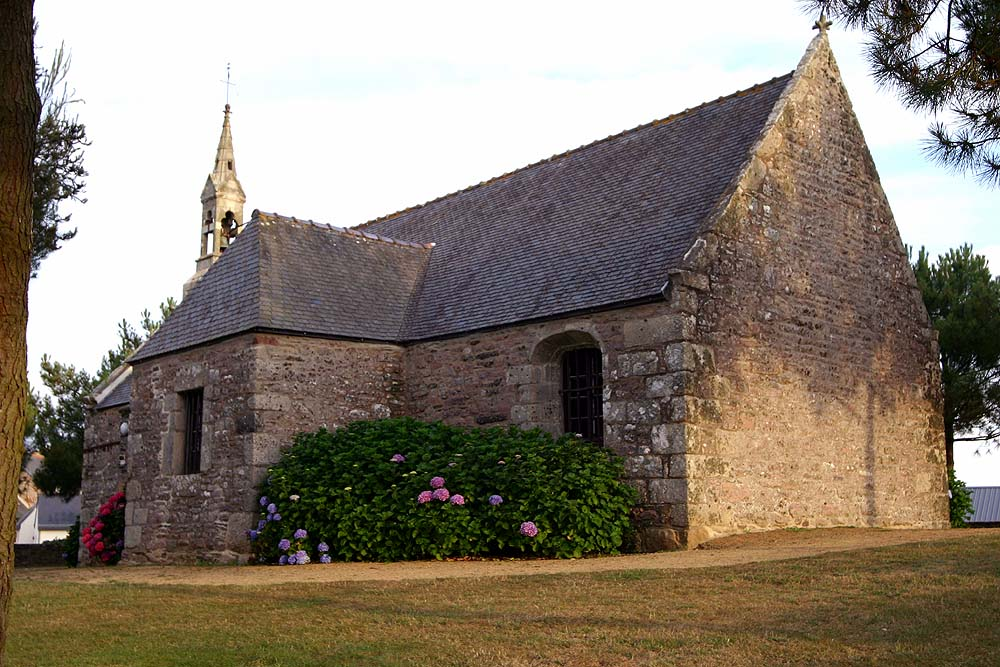
Часовня Сент-Барб
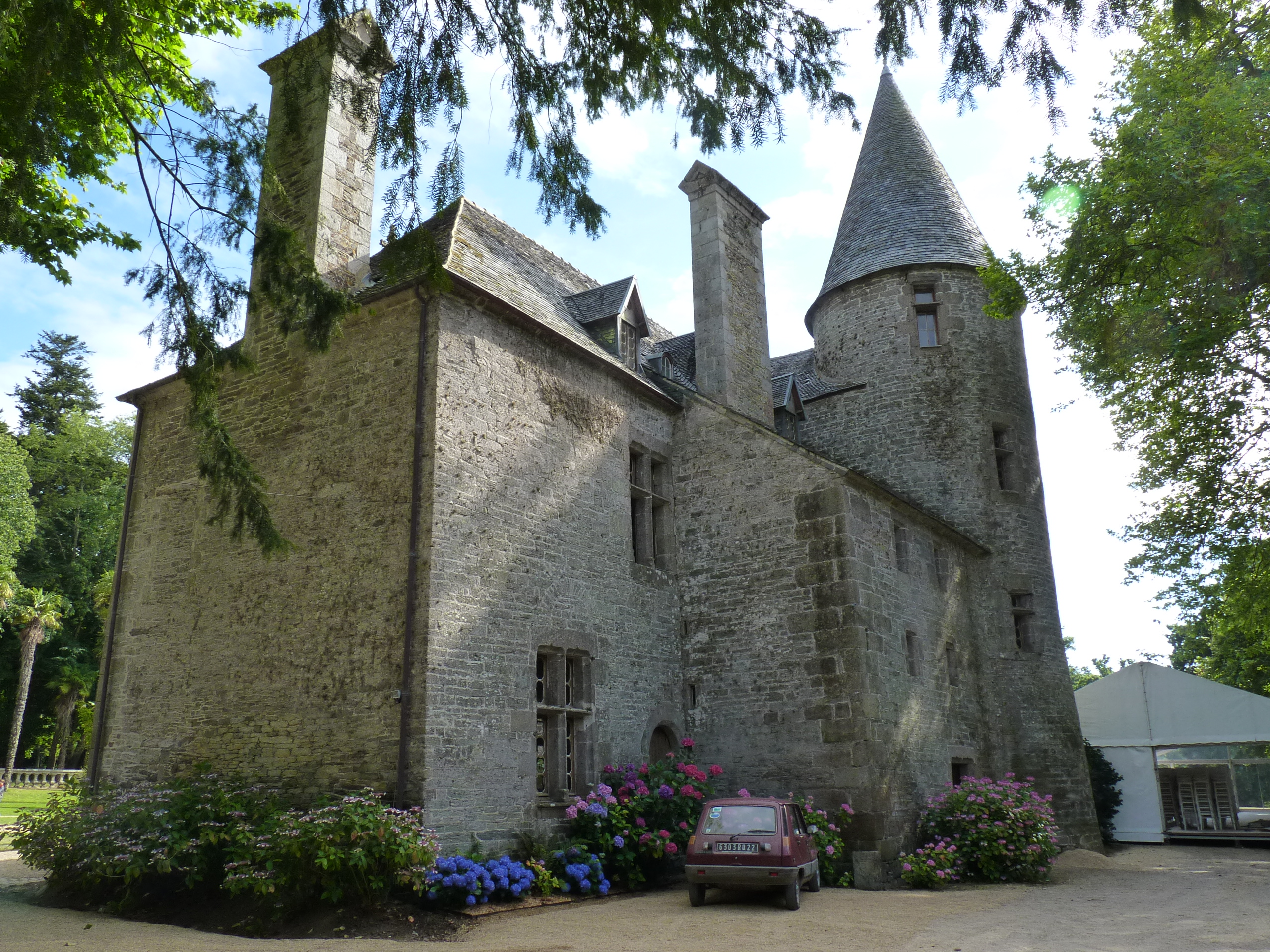
Замок Лемаэ
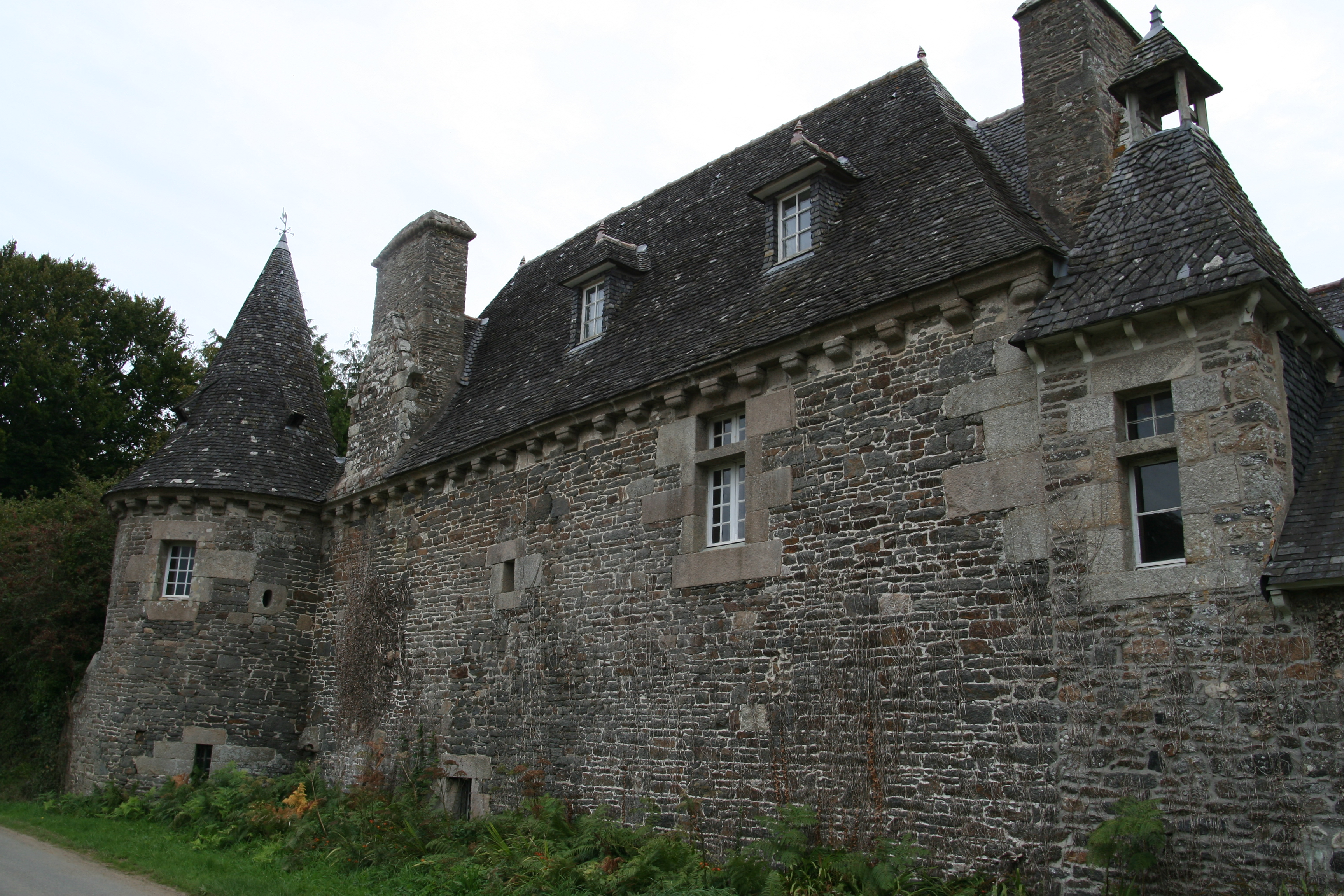
Усадьба Лелаш
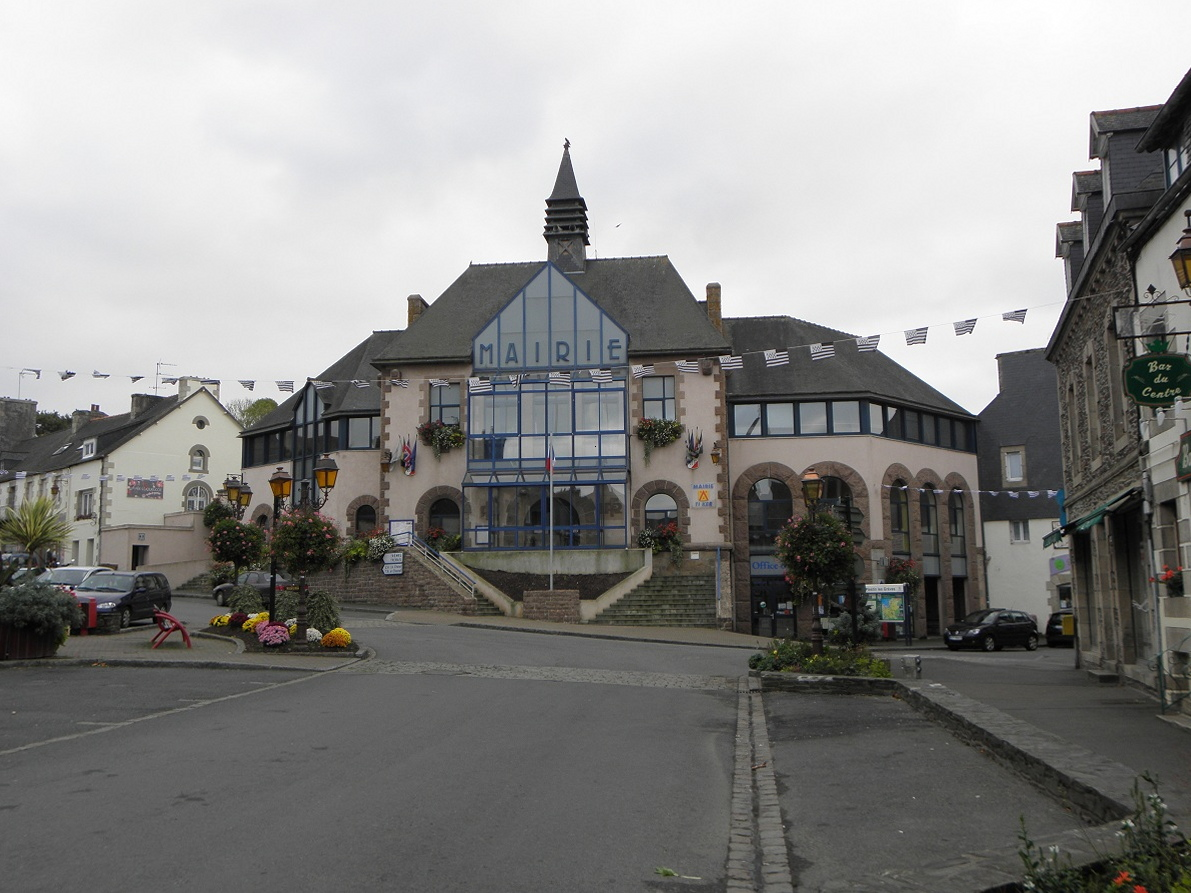
Мэрия
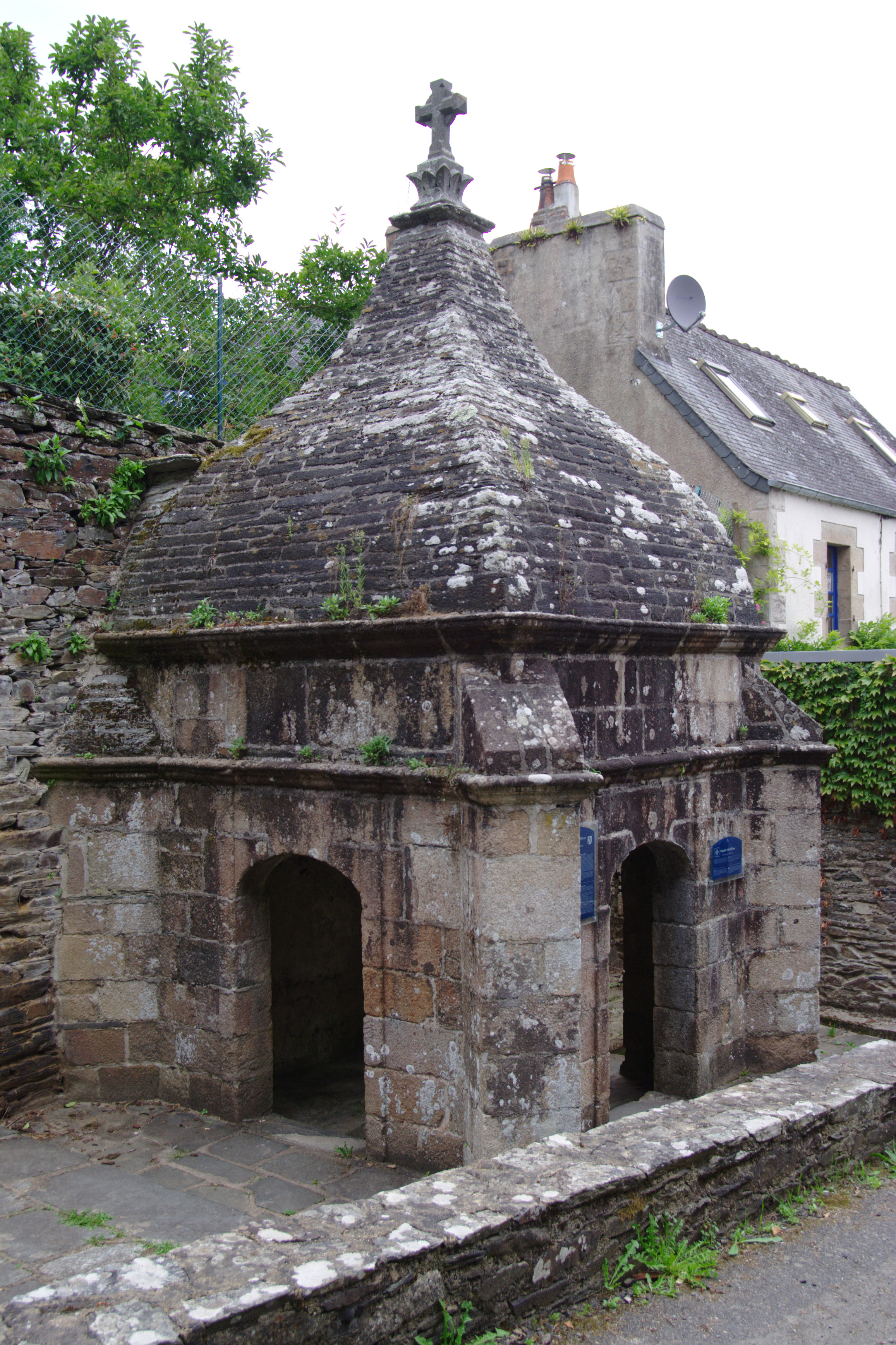
Фонтан Сент-Эффлан